# Tęgogłowiki
Tęgogłowiki (Semnornithinae) – monotypowa podrodzina ptaków z rodziny tukanowatych (Ramphastidae).

## Zasięg występowania
Podrodzina obejmuje gatunki występujące w Ameryce Południowej i Środkowej.

## Morfologia
Długość ciała 17–23 cm; masa ciała samic 58,3–111 g, samców 61–110 g.

## Systematyka

### Etymologia
- Tetragonops: gr. τετραγωνος tetragōnos „czworokątny”, od τετρα- tetra- „czworo-”, od τεσσαρες tessares „cztery”; γωνια gōnia „kąt”; ωψ ōps, ωπος ōpos „twarz, oblicze”[8]. Gatunek typowy: Tetragonops ramphastinus Jardine, 1855; młodszy homonim Tetragonops Gerstaecker, 1855 (Coleoptera).
- Pan: w mitologii greckiej Pan (gr. Παν Pan, łac. Pan, Faun, Faunus) był synem Hermesa i nimfy Dryope, bogiem pasterzy, myśliwych i wieśniaków, o potwornym wyglądzie i mieszkał w lasach Arkadii[8]. Nowa nazwa dla Tetragonops Jardine, 1855; młodszy homonim Pan Oken, 1816 (Mammalia).
- Semnornis: gr. σεμνος semnos „uroczysty, szlachetny”; ορνις ornis, ορνιθος ornithos „ptak”[8]. Nowa nazwa dla Pan Richmond, 1899.
- Dicrorhynchus: gr. δικρος dikros „rozwidlony”; ῥυγχος rhunkhos „dziób”[8]. Gatunek typowy: Tetragonops frantzii P.L. Sclater, 1864.

### Podział systematyczny
Niektóre ujęcia systematyczne traktują ten takson jako odrębną rodzinę Semnornithidae. Do podrodziny należy jeden rodzaj z dwoma gatunkami:
- Semnornis frantzii (P.L. Sclater, 1864) – tęgogłowik skromny
- Semnornis ramphastinus (Jardine, 1855) – tęgogłowik wielobarwny